# 서영득
서영득(徐泳得, 1959년~)은 대한민국의 변호사, 한국항공대학교 겸임교수이며 예비역 대한민국 공군 대령이다.

## 생애
가장 널리 알려진 그의 활동은 대한민국 국방부검찰단의 초대단장을 지내며 박노항 등을 검거한 병역비리 수사활동이다. 법무법인 충무의 대표변호사로 활동하였으며 국민건강보험공단의 상임감사를 역임하였다. 경상북도 대구시 출신.
대구명덕초등학교, 대구중학교, 대륜고등학교, 영남대학교 법과대학, 동대학원을 졸업하였으며 아메리칸 대학교(American University) LL.M.(Master of Laws) 과정을 마쳤다. 이후 경희대학교 경영대학원 세무관리학 석사과정과 서울대학교 법과대학원 박사과정을 수료하였다.
대한민국 공군에서 법무관으로 복무하여 대령으로 전역하였다. 1999년에는 국방부검찰단의 초대단장으로 활동하였으며, 2000년에는 병역비리 군검합동수사본부 본부장을 2003년부터 2006년까지는 공군 법무감을 역임하였다. 국방부 검찰단장 재직시 법무병과 최초로 부대표창을 수상하였으며, 그 외 여러 공로를 인정받아 보국훈장 삼일장을 수여받은 바 있다.
이외 한국거래소 코스닥시장 상장위원, 방송통신위원회 방송분쟁조정위원, 대한변호사협회 이사, 군항공우주법연구위원회 위원장, 국가보훈처 보훈심사위원, 안중근의사숭모회 자문위원, 전자거래 분쟁조정위원, 대통령실 행정심판위원, 서울지방교정청 행정심판위원 등으로 다양하게 활동하였다.
저서로는 2012년 발간한 변화 한뼘, 희망 두뼘이 있다.

## 학력
- 1972년 대구명덕초등학교 졸업
- 1975년  대구 대구중학교 졸업
- 1978년  대구 대륜고등학교 졸업
- 1982년 영남대학교 법학 학사
- 1985년 영남대학교 대학원 법학 석사
- 1991년 경희대학교 경영대학원 세무관리학 석사 수료
- 1996년 아메리칸대학교(American University) 대학원 법학 석사 (LL.M., Master of Laws)
- 2004년 서울대학교 법과대학원 박사과정 수료

## 주요 경력
- 1999년 국방부검찰단 초대 단장
- 2000년  병역비리 군검합동수사본부 본부장
- 2003년 ~ 2006년 군항공우주법연구위원회 위원장
- 2003년 ~ 2006년 대한민국 공군 법무감
- 2006년 한양대학교 법학과 겸임교수
- 2007년 서강대학교 법학과 겸임교수
- 2008년 중앙대학교 법학과 겸임교수
- 2008년 법무법인 충무 대표변호사
- 2009년 인하대학교 법학과 겸임교수
- 2009년 동국대학교 법학과 겸임교수
- 대한변호사협회 이사
- 2010년 12월 ~ 2012년 1월 국민건강보험공단 상임감사
- 법무법인 정론 변호사
- 2011년 수원대학교 겸임교수
- 2013년 한국항공대학교 겸임교수
- 2020년 4월 ~ 독도의용수비대기념사업회 회장
- 2020년 8월 ~ 2022년 8월 제21대 국회공직자윤리위원회 위원
- 2022년 9월 ~ 2024년 5월 제21대 후반기 국회공직자윤리위원회 위원

## 역대 선거 결과
| 실시년도 | 선거  | 대수 | 직책     | 선거구         | 정당   | 득표수  | 득표율         | 순위 | 당락 | 비고 |
| -------- | ----- | ---- | -------- | -------------- | ------ | ------- | -------------- | ---- | ---- | ---- |
| 2012년   | 총선  | 19대 | 국회의원 | 대구 달서구 을 | 무소속 | 9,405표 | \| \| 9.45% \| | 3위  | 낙선 |      |
|          | 9.45% |      |          |                |        |         |                |      |      |      |